# Las correcciones
Las correcciones (The Corrections), es la tercera novela del escritor estadounidense Jonathan Franzen, nacido en Chicago, al norte de Estados Unidos. Ha sido calificada como una novela ácida y divertida y como un retrato fiel de las paranoias de fin de milenio en la vida norteamericana. Los Lambert son una familia del Medio Oeste estadounidense.

## Los personajes y la trama
Alfred, un maquinista retirado, se confina al sótano donde sufre a solas los síntomas del Parkinson y de una demencia progresiva que le provoca alucinaciones. Enid, la quisquillosa ama de casa para quien los ideales de la burguesía son lo único que hay en la vida. Con una ansiedad fuera de toda proporción Enid espera tener a sus tres hijos –Gary, Chip y Denise- y a su nieto Jonah para el día de Navidad. Al principio de la novela nos encontramos con un personaje no del todo desconocido para nosotros. Chip es un profesor universitario –un foucaltiano-, que se ve despedido tras tener relaciones con una alumna. Vago y pesaroso -trasunto del intelectual que no logra manejar ni los hilos básicos de su propia vida-, Chip se embarca en una aventura al lado de su doble, Gitanas, exmarido de su exnovia, en un país aquejado por las convulsiones de la apertura al libre mercado, Lituania, en el que los casi hermanos se presentan para estafar a los inversores gracias a la página web regenteada por Chip. Al principio uno se siente muy a gusto con Chip. Recuerda en algo a los intelectuales sufridos y divertidos de Saúl Bellow, como Herzog o Charlie Citrine. Y aunque al pasar las páginas Chip se vuelve borroso, al final adquiere una calidad humana que ciertamente uno no espera.
Gary es el mayor de los hermanos, el yuppie vicepresidente de un banco agobiado por su pasivamente violenta esposa y sus tres consentidos hijos. Aquejado por el alcohol y la depresión Gary es quizá el personaje más interesante de la novela, aunque no el menos ubicado ni el que mejor te caerá. Atrapado en su terrible matrimonio Gary busca consuelo en la idea de corregir la vida a sus padres y especialmente a Alfred, al que considera un hombre inútil al que hay que administrarle cada una de sus acciones.
Denise, cocinera en jefe del Mare Scuro primero y de El Generador después, resulta la persona más ubicada de la novela pese a las confusiones sexuales en que se ve envuelta (su efímera relación con Don Armour, que a la larga jugará su papel en la demencia de Alfred; su relación con el dueño de El Generador y con la mujer de ésta).

## La crítica
La novela se ganó el derecho a ser llamada asunto de interés nacional y de provocar discusiones de todo tipo, desde las que nacieron a partir de la negativa de Franzen a acudir al programa de Oprah Winfrey, hasta otras de más sustancia y que atañían directamente a la literatura. (Quizá era Franzen -antes sólo conocido a raíz de su famoso ensayo Harper's de 1996 “Perchance to dream: in the age of images, a reason to write novels”-, hacia diciembre de 2001, el autor del que más se hablaba en los círculos literarios. Y nuevamente las raíces del escándalo no se debían del todo a sus dotes literarias sino al desprecio del autor por una figura mundial. En sus días, Salman Rushdie blasfemó contra el poder religioso y eso le valió la condena de unos y la aceptación de otros. Franzen hizo lo mismo, se reveló, de alguna manera, contra el poder económico que representaba la ayatola Oprah Winfrey cuyas selecciones para su club de libro dejan ganancias millonarias. “La mayoría de los autores se cuidan de no ofender a Oprah Winfrey” escribió David D. Kirkpatrick en The New York Times. Lo mismo podría decirse de editores, publicistas, y libreros. Al final Franzen dio muestras de sentirse abrumado por las críticas cuando intentó disculparse al decir que la gente no había entendido sus palabras. Todo esto sigue teniendo sus peros. James Campbell se pregunta si cuando David Galassi, el editor del libro, aduce que Las correcciones es una obra maestra y cita el fajín que acompaña al libro (donde leen la cantidad de copias vendidas; como en la versión española), no estará haciendo lo propio en la misma manera que Oprah. David Galassi se apresuró a llamar Las correcciones una “obra maestra”. Tal y como cualquier editor del mundo, Galassi apostó por su hombre. Pensemos en Javier Herralde, que mucho antes de que "2666" saliera al mercado, ya anunciaba con bomba y platillo que la novela póstuma de Bolaño era una obra maestra. A este respecto, señala Campbell en su artículo del Boston Review, podemos creer que no ha sido de mala fe y que cualquier editor se llenaría de entusiasmo encontrando una novela ambiciosa, bien escrita, y actual, y la promovería agresivamente. Es algo normal, casi obvio. A fin de cuentas ese es el trabajo de los editores. El tiempo, por otra parte, trabaja arduamente en decir sí o no a las así llamadas “obras maestras”). Rodrigo Fresán, lo mismo que Tom LeClair en su artículo de ABR (2002), pone a Las correcciones muy por debajo de las de sus contemporáneos David Foster Wallace, Richard Powers y William T. Vollman, y debajo aún de sus novelas anteriores. El mismo Foster Wallace lo incluyó en su escuela de “white male novelist over six feet”, integrado por los arriba mencionados. En última instancia la novela reactiva una discusión básica para la literatura, la del realismo. Philip Roth ha dicho que la vida moderna se ha vuelto tan absurda que ya no es posible escribirla con realismo. Tom Wolfe exige el detalle, casi la transcripción de la realidad, y llama a una legión de Zolás a describir ese mundo bizarro y barroco que es el de los Estados Unidos. 
- Datos: Q335645